# Motobu-ryū
Motobu-ryu (本部流?) è una scuola di karate fondata da Motobu Chōki nel 1922. Il nome completo ed ufficiale è: Nihon Denryu Heiho Motobu Kenpo ("Japan's traditional tactics Motobu Kenpo").
Motobu Udun-di (本部御殿手?), è lo stile del fratello di Choki (Motobu-ryu o Motobu-ryu Udundi). È una combinazione delle arti marziali native di Okinawa: Te (Un primo nome del Karate),kobudō okinawense e danze okinawensi.

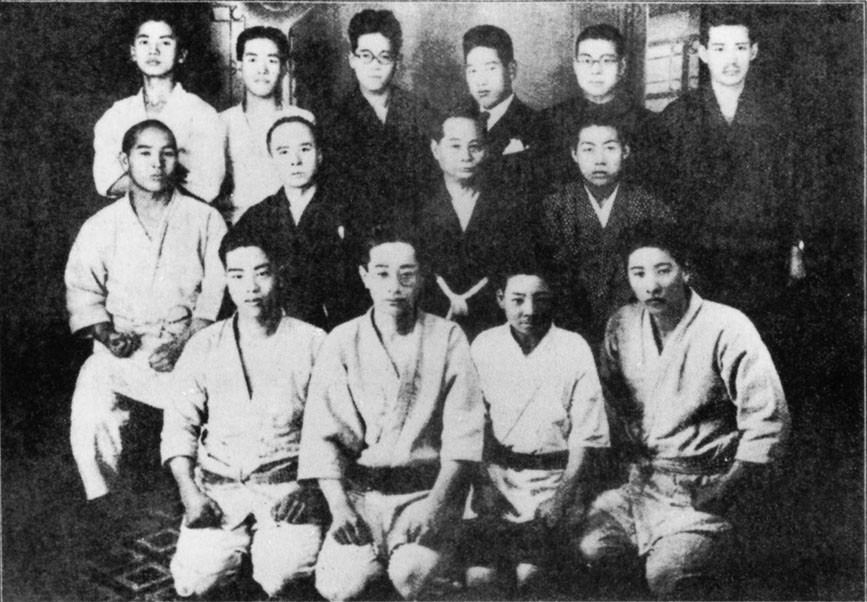
Il Motoburyu nel 1926

Chosei Motobu è l'erede sia del Motobu-Ryu (arte marziale del padre) sia del Motobu Udundi (arte marziale dello zio), i Kata praticati sono:
Naihanchi Shodan, Naihanchi Nidan, 
Shirokuma, Seisan, Motobu Udun no Passai, Kūsankū Dai (Ufukun). Si praticano inoltre 12 yakusoku kumite (combattimenti prestabiliti, cioè tecniche di difesa personale) dal 1926.